# Gama Sagittae
Gama Sagittae (γ Sagittae, γ Sge) je nejjasnější hvězda v souhvězdí Šípu. Je to červený obr spektrální třídy M0 vzdálený od Země asi 288 světelných let.
Hvězda září jako 650 Sluncí, oproti Slunci je asi 1,7krát hmotnější. Svou existenci zahájila před 750 miliony let jako hvězda spektrální třídy B9.